# Eccellenza Toscana
La Eccellenza Toscana es una de las divisiones regionales que conforman la Eccellenza, la quinta categoría de fútbol de Italia en la cual participan los equipos de la región de Toscana.
Particpan 32 equipos divididos en dos grupos, en donde el vencedor de cada grupo logra el ascenso a la Serie D, los segundos lugares juegan un playoff de ascenso y los dos últimos de cada grupo descienden a la Promozione.

## Ediciones anteriores

### Grupo A
- 1991–92: Livorno
- 1992–93: Sangiovannese
- 1993–94: Torrelaghese
- 1994–95: Viareggio
- 1995–96: Pietrasanta
- 1996–97: Venturina
- 1997–98: Cascina
- 1998–99: Cerretese
- 1999–2000: Larcianese
- 2000–01: Cappiano Romaiano 1945
- 2001–02: Massese
- 2002–03: Armando Picchi
- 2003–04: Cecina
- 2004–05: Pontedera
- 2005–06: Viareggio
- 2006–07: Gavorrano
- 2007–08: Mobilieri Ponsacco
- 2008–09: Rosignano
- 2009–10: Tuttocuoio
- 2010–11: Pistoiese
- 2011–12: Lucca
- 2012–13: Jolly e Montemurlo
- 2013–14: Ponsacco
- 2014–15: Viareggio 2014
- 2015–16: Forte dei Marmi
- 2016–17: Seravezza
- 2017–18: Sangimignano
- 2018–19: Grosseto
- 2019–20: Pro Livorno Sorgenti
- 2020-21: Cascina

### Grupo B
- 1993–94: Impruneta Tavarnuzze
- 1994–95: Virtus Chianciano
- 1995–96: Barberino M.
- 1996–97: Castelfiorentino
- 1997–98: Sangimignano
- 1998–99: Lanciotto Campi Bisenzio
- 1999–2000: Fortis Juventus
- 2000–01: Sansovino
- 2001–02: Chiusi
- 2002–03: Calenzano
- 2003–04: Poggibonsi
- 2004–05: Sangimignano
- 2005–06: Figline
- 2006–07: Colligiana
- 2007–08: Calenzano
- 2008–09: Monteriggioni
- 2009–10: Pianese
- 2010–11: Lanciotto
- 2011–12: FiesoleCaldine
- 2012–13: Olimpia Colligiana
- 2013–14: San Donato Tavarnelle
- 2014–15: Montecatini
- 2015–16: Rignanese
- 2016–17: Montevarchi Aquila
- 2017–18: Aglianese
- 2018–19: Grassina
- 2019–20: Badesse
- 2020-21: Poggibonsi